# Maurice Schumann
Maurice Schumann (ur. 10 kwietnia 1911 w Paryżu, zm. 9 lutego 1998 tamże) – francuski polityk, minister, członek Akademii Francuskiej.

## Życiorys
W 1940 r., kiedy wojska niemieckie posuwały się ku granicy z Hiszpanią, i rząd francuski skapitulował, Maurice Schumann usłyszał 18 czerwca apel generała de Gaulle’a.
Udał się do Saint-Jean-de-Luz, gdzie zakotwiczyły się na redzie M/S Sobieski i M/S Batory w celu ewakuowania do Anglii polskich jednostek wojskowych. Opuścił Francję na pokładzie M/S Batorego.
W Londynie, Maurice Schumann został bliskim współpracownikiem generała de Gaulle’a. Regularnie zwracał się do Francuzów w rozgłośni BBC.
Po wojnie, został politykiem Mouvement Républicain Populaire i od 1944 do 1949 był jej przewodniczącym, a następnie – honorowym przewodniczącym tejże partii.
Był zwolennikiem gaullizmu i po roku 1967 został działaczem Unii Demokratów na rzecz Republiki.
Od 6 kwietnia 1967 do 30 maja 1968 był ministrem badań naukowych, atomowych i kosmicznych w czwartym rządzie Georges’a Pompidou. W kolejnym rządzie (M. Couve de Murville’a) – do 22 czerwca 1969 sprawował funkcję ministra spraw społecznych. Następnie od 22 czerwca 1969 do 15 marca 1973 był ministrem spraw zagranicznych w rządach Jacques’a Chaban-Delmasa i Pierre’a Messmera.
W 1972 otrzymał Order Odrodzenia Polski I klasy, a w 1974 został wybrany członkiem Akademii Francuskiej (13 fotel).